# Rhampsinitus scabrichelis
Rhampsinitus scabrichelis is een hooiwagen uit de familie echte hooiwagens (Phalangiidae).